# Zvezde vabijo
Zvezde vabijo je  mladinski roman slovenskega pisatelja Miha Mazzinija. Izšel je leta 2016.

## Vsebina
Dvanajstletna Ana se spoprijatelji z nekaj let starejšo Kajo. Obe se udeležita izbora za resničnostni šov kot pevki. Ana si ne dela utvar, da je dobra pevka, Kaja pa misli, da je petje njena usoda. Problem je v tem, da so ji njeni prijatelji na socialnih omrežjih in v klepetalnicah nastop odsvetovali, češ, da se bo osramotila. Še najbolj jo boli, ker ji isto zatrjuje tudi Robert, fant, s katerim sta si zelo blizu. Kaja tako na prvem nastopu zamrzne in ne more niti odpreti ust.
Ana ugotovi, da Kaja še nikoli ni videla tega Roberta. Spoznala sta se preko klepetalnice. Prav tako Kaja zares ne pozna niti enega od ostalih "prijateljev". Ana zasluti, da za vsem skupaj tiči nekaj skrivnostnega in se odpravi iskat resnico in pomagati prijateljici. Knjiga se konča tako, da Kajin brat in Ana izvesta, da je Robert v resnici Peter, ki je hotel, da bi ga Kaja opazila. 

## Nagrade
- Nagrada Modra ptica 2016 za najboljši mladinski roman.[1]
- Nominacija za nagrado večernica 2017, ožji izbor petih finalistov.[2]
- Knjiga je bila v šolskem letu 2017/2018 izbrana za projekt »Rastem s knjigo«, ki je nacionalni projekt spodbujanja bralne kulture.[3]

## Ocene
- "Mazzini zna biti izviren v opisih in uspe posledično ustvariti močne prizore [...], je duhovit in pokaže kar precej smisla za mularijo in njihove tegobe."[4]
- "v borih 200 straneh romana se zgodi več, kot drugače v kakem dvakrat debelejšem, obenem pa si z lahkoto predstavljamo simpatičen mladinski film, posnet po tej zgodbi"[5]

## Izdaje in prevodi
- Roman je prvič izšel leta 2016 pri Mladinski knjigi.
- Roman je bil preveden leta 2018 v srbski jezik pri založbi Izdavačka kuća Areté, prevajalka Nina Gugleta, pod naslovom Zvezde zovu.[6]